# Hans von Wangenheim

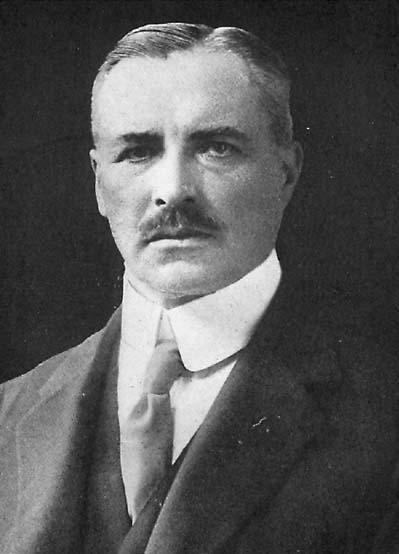
Baron Hans von Wangenheim

Ernst Friedrich Ulrich Hans Freiherr von Wangenheim (* 4. Juli 1859 in Georgenthal bei Gotha; † 25. Oktober 1915 in Konstantinopel) war ein deutscher Diplomat aus dem Adelsgeschlecht von Wangenheim. Während des Ersten Weltkrieges war er deutscher Botschafter in Konstantinopel und berichtete über den Völkermord an den Armeniern.

## Herkunft
Seine Eltern waren der sachsen-coburg-gothaische Forstmeister Alexander von Wangenheim (* 23. September 1829; † 29. Mai 1908) und dessen Ehefrau Sophie Frederike Helene von Zech (* 19. Dezember 1838; † 1. August 1898). Hans von Wangenheim wurde als Erbe Fideikommissherr für den Besitz Schieferschloss Sonneborn.

## Karriere im diplomatischen Dienst
Hans von Wangenheim war von 1901 bis 1904 deutscher Gesandter in Buenos Aires, anschließend in gleicher Funktion in Mexiko-Stadt tätig. 1908/09 war er Ministerresident in Tanger. 1909 wurde er Gesandter in Athen, von 1912 bis zu seinem Tod 1915 schließlich deutscher Botschafter in Konstantinopel. Ihm folgte Paul Graf Wolff Metternich zur Gracht in dieser Position nach.

## Völkermord an den Armeniern
Als auch den deutschen Diplomaten etwa ab Mai 1915 immer mehr Details über den Völkermord an den Armeniern bekannt wurden, zögerte Wangenheim zunächst, die Deportationen und Massaker an der armenischen Minderheit des Osmanischen Reiches zu thematisieren. Am 7. Juli 1915 meldete er nach Berlin, dass die Armenier auch aus Provinzen deportiert wurden, denen keinerlei Invasion drohte:

„Diese Maßregel und die Art, wie die Umsiedlung durchgeführt wird, zeigen, dass die Regierung tatsächlich den Zweck verfolgt, die armenische Rasse im türkischen Reich zu vernichten.“

Bis zu seinem Tode  intervenierte er sowohl bei der osmanischen Regierung als auch bei seinen Vorgesetzten in Berlin.
1915 berichtete er seinem amerikanischen Kollegen Henry Morgenthau senior von großangelegten Plänen, die Armenier in die USA und nach Russisch-Polen umzusiedeln und dafür die bislang dort lebenden Juden in Kleinasien anzusiedeln. Dafür müssten sie aber auf zionistische Bestrebungen verzichten. Man wolle in Deutschland keine Juden in der Nähe der Front. Diese Ideen entsprachen der antisemitischen Kriegsziel-Denkschrift des Alldeutschen Heinrich Claß von 1914. Im April 1915 setzte sich Wangenheim dafür ein, dass Talaat Pascha und Enver Pascha die Ankündigung zurücknahmen, alle Zionisten in Palästina würden bekämpft werden. Später im Jahr konnte er gemeinsam mit Botschafter Morgenthau die von Cemal Pascha geplante Deportation von Juden verhindern, die seit der ersten Alija nach Palästina eingewandert waren, ohne die osmanische Staatsangehörigkeit erworben zu haben. Anders als den Armeniern werde er den Zionisten helfen, erklärte er Morgenthau.

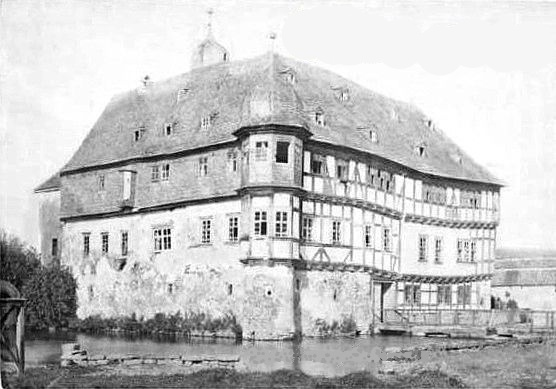
Schieferschloss mit Familienfideikommiss in Sonnenborn. Etwa 1920.

## Familie
Von Wangenheim heiratete am 29. April 1886 in Dresden Lucie Ahrendfeldt [auch: Lucy Thérèse Ahrenfeldt] (* 26. April 1861 in Paris), Tochter des amerikanischen Kaufmanns Charles Ahrenfeldt. Das Paar ließ sich 1897 scheiden. Das Paar hatte einen Sohn und eine Tochter:
- Hans-Heinz (* 30. Juni 1889; † 7. August 1981), Jurist ⚭ 7. November 1916 Elisabeth Klara Marie von Richter (* 5. August 1893), Tochter der Clara von Blum und des Ernst von Richter
- Lucie Olga Maria Sophie (* 2. März 1892) ⚭ 1916 in Davos Gino Flaminio Edoardo Luigi Giachi

Nach seiner Scheidung heiratete er am 21. Juni 1902 Johanna („Hanna“) Freiin von Spitzemberg (1877–1960), Tochter des Karl von Spitzemberg und dessen Frau Hildegard. Das Paar hatte zwei Kinder:
- Hildegard Margarete (* 25. April 1903)
- Gerda Marianne (* 3. Januar 1908)

## Genealogie
- Gothaisches Genealogisches Taschenbuch der Freiherrlichen Häuser. 1920. Siebzigster Jahrgang, Justus Perthes, Gotha 1919, S. 918.
- Gothaisches Genealogisches Taschenbuch der Freiherrlichen Häuser. Zugleich Adelsmatrikel der D.A.G. Teil A (Uradel). 1942. Zweiundneunzigster Jahrgang, Justus Perthes, Gotha 1941, S. 584–585.
- Hans Friedrich von Ehrenkrook, Carola von Ehrenkrook, Friedrich Wilhelm Euler, Jürgen von Flotow, Walter von Hueck, u. a.: Genealogisches Handbuch der Freiherrlichen Häusen. A (Uradel). 1956. Band II, Band 13 der Gesamtreihe GHdA, C. A. Starke Verlag, Glücksburg (Ostsee) 1956, S. 527–528.